# ابتسام العروسي
ابتسام العروسي (مواليد سنة 1990) ممثلة مغربية، شاركت في مجموعة من الأفلام والمسلسلات المغربية.

## الحالة الاجتماعية
في عام 2017، تزوجت ابتسام العروسي بالمخرج المغربي عبد الواحد مجاهد، ولقد احتفلت بعقد قرانها في حفل صغير أقامته في منزلها بحضور عائلتيهما وأصدقائهما المقربين من الوسط الفني.

## أعمالها[3]
- أحلام نسيم (2012)
- كنزة في الدوار (2014)
- نايضة في الدوار (2015)
- دار الضمانة (2015)
- شهادة حياة (2015)
- حياة (2016)
- نهار زوين (2016)
- مستر سنسور (2016)
- عمي (2017)
- لوزين (2018)
- الصفحة الاولى (2018)
- الشاهدة (2018)
- الدرب (2018) - ضيفة شرف
- فوق السحاب (2018)
- رضاة الوالدة (2018-2019)
- البهجة تاني (2019) - ضيفة شرف
- هي (2020)
- الكوبيراتيف (2020)
- الغريبة (2020)
- كلنا مغاربة (2021)
- زنقة السعادة (2022)
- نصف قمر (2022)
- جوديا (2022)
- ديرو النية (2023)
- كاينة ظروف (2023)
- كوكو البنات (2023)
- آخر كلام (2023)
- ضاضوس (2023)
- دار النسا (2024)
- بنات لحديد (2024)

## روابط خارجية
- ابتسام العروسي على موقع IMDb (الإنجليزية)
- ابتسام العروسي على موقع ألو سيني (الفرنسية)
- ابتسام العروسي على موقع قاعدة بيانات الفيلم (الإنجليزية)